# Filip (ormiański patriarcha Jerozolimy)
Filip (ur. ?, zm. ?) – w latach 1542–1550 ormiański Patriarcha Jerozolimy.